# Antonio Donnarumma
Antonio Donnarumma (sinh ngày 07/07/1990) là một cầu thủ bóng đá chuyên nghiệp người Ý, thi đấu ở vị trí thủ môn cho câu lạc bộ Padova. Antonio Donnarumma là anh trai của Gianluigi Donnarumma, là thủ môn của Paris Saint-Germain.

## Sự nghiệp câu lạc bộ
Antonio Donnarumma bắt đầu tập luyện bóng đá ở các đội trẻ của Juve Stabia. Đến năm 15 tuổi (2005) thì anh chuyển sang đội trẻ AC Milan
Từ năm 2009 đến năm 2012, Donnarumma được đôn lên đội 1 của AC Milan nhưng không được thi đấu 1 trận nào. Trong thời gian này anh được Ac Milan cho các câu lạc bộ Piacenza và Gubbio mượn.
Đến năm 2012, thì AC Milan bán Donnarumma cho Genoa. Genoa tiếp tục cho Bari mượn, rồi lại bán anh cho đội bóng Hy Lạp Asteras Tripolis vào năm 2016.
Tháng 07/2017, AC Milan mua lại Antonio Donnarumma về làm dự bị cho người em trai Gianluigi Donnarumma.

## Đội tuyển quốc gia
Antonio Donnarumma chưa chơi cho đội tuyển Italia ở bất kỳ cấp độ nào

## Thống kê
As of match played ngày 15 tháng 1 năm 2020
| Club            | Season       | League | League | Cup  | Cup   | Europe1 | Europe1 | Other2 | Other2 | Total | Total |
| Club            | Season       | Apps   | Goals  | Apps | Goals | Apps    | Goals   | Apps   | Goals  | Apps  | Goals |
| --------------- | ------------ | ------ | ------ | ---- | ----- | ------- | ------- | ------ | ------ | ----- | ----- |
| Milan           | 2009–10      | 0      | 0      | 0    | 0     | 0       | 0       | –      | –      | 0     | 0     |
| Piacenza        | 2010–11      | 2      | 0      | 2    | 0     | –       | –       | 1      | 0      | 5     | 0     |
| Gubbio          | 2011–12      | 37     | 0      | 2    | 0     | –       | –       | –      | –      | 39    | 0     |
| Genoa           | 2012–13      | 1      | 0      | 0    | 0     | –       | –       | –      | –      | 1     | 0     |
| Genoa           | 2013–14      | 0      | 0      | 0    | 0     | –       | –       | –      | –      | 0     | 0     |
| Bari            | 2014–15      | 25     | 0      | 2    | 0     | –       | –       | –      | –      | 27    | 0     |
| Genoa           | 2015–16      | 0      | 0      | 0    | 0     | –       | –       | –      | –      | 0     | 0     |
| Asteras Tripoli | 2016–17      | 21     | 0      | 2    | 0     | –       | –       | –      | –      | 23    | 0     |
| Milan           | 2017–18      | 0      | 0      | 1    | 0     | 1       | 0       | –      | –      | 2     | 0     |
| Milan           | 2018–19      | 0      | 0      | 0    | 0     | 0       | 0       | 0      | 0      | 0     | 0     |
| Milan           | 2019–20      | 0      | 0      | 1    | 0     | 0       | 0       | 0      | 0      | 1     | 0     |
| Milan           | Total        | 0      | 0      | 2    | 0     | 1       | 0       | 0      | 0      | 3     | 0     |
| Career total    | Career total | 86     | 0      | 10   | 0     | 1       | 0       | 1      | 0      | 98    | 0     |

1European competitions include the UEFA Champions League and the UEFA Cup.
2Other tournaments include Serie B relegation play–offs.